# ISO 3166-2:DM

Carte des divisions administratives de la Dominique

ISO 3166-2 données pour la Dominique.
- Sources de la liste : IGN 1989; FIPS 10-4
- Source des codes : secrétariat ISO/TC 46/WG 2

## Mises à jour
- ISO 3166-2:2007-04-17 Bulletin n° I-8 (création)

## Paroisses (10)en:parishes
| Code ISO 3166-2 | Paroisse      | Paroisse                    |
| Code ISO 3166-2 | Nom officiel  | Nom français (non officiel) |
| --------------- | ------------- | --------------------------- |
| DM-02           | Saint Andrew  | Saint-Andrew                |
| DM-03           | Saint David   | Saint-David                 |
| DM-04           | Saint George  | Saint-George                |
| DM-05           | Saint John    | Saint-John                  |
| DM-06           | Saint Joseph  | Saint-Joseph                |
| DM-07           | Saint Luke    | Saint-Luke                  |
| DM-08           | Saint Mark    | Saint-Mark                  |
| DM-09           | Saint Patrick | Saint-Patrick               |
| DM-10           | Saint Paul    | Saint-Paul                  |
| DM-11           | Saint Peter   | Saint-Peter                 |